# Джонсон, Дуэйн
Дуэ́йн Ду́глас Джо́нсон (англ. Dwayne Douglas Johnson, псевдоним — Скала́, англ. The Rock; род. 2 мая 1972, Хейвард, США) — американский киноактёр, предприниматель, музыкант, певец, рестлер.
Его считают одним из величайших рестлеров всех времён, до начала актёрской карьеры он восемь лет выступал в WWE. Фильмы с его участием собрали более 14,9 миллиардов долларов по всему миру, что делает его одним из самых кассовых и высокооплачиваемых актёров в мире.
Поступив в Университет Майами по спортивной стипендии, Джонсон вошёл в состав команды, выигравшей национальный чемпионат NCAA в 1991 году, однако в основном оставался игроком запаса. Несмотря на стремление продолжить карьеру в американском футболе, он не был выбран на драфте НФЛ 1995 года и вскоре подписал контракт с клубом Канадской футбольной лиги «Калгари Стампидерс», но был отчислен в первом же сезоне. Его отец Рокки Джонсон помог ему заключить контракт с World Wrestling Federation (WWF, ныне WWE) 1996 году. Джонсон быстро завоевал мировую известность, чему способствовал его образ харизматичного трэш-токера, и помог начать эру Attitude — период бума в рестлинга в конце 1990-х и начале 2000-х годов. Джонсон покинул WWE в 2004 году, вернулся туда в 2011 году и выступал до 2013 года, а затем иногда появлялся в компании до объявлении об окончании карьеры в 2019 году. В 2023 году он вновь вернулся в компанию и возобновил карьеру, вернувшись на ринг на WrestleMania XL. Он является 10-кратным чемпионом мира, а также двукратным интерконтинентальным чемпионом WWF, пятикратным командным чемпионом, победителем «Королевской битвы» 2000 года и шестым чемпионом Тройной короны. Джонсон стал хедлайнером самого широко проданного PPV-шоу в истории рестлинга — WrestleMania XXVIII.
Первой киноролью Джонсона стала роль в фильме «Мумия возвращается» (2001). В следующем году он исполнил свою первую главную роль в фэнтезийном боевике «Царь скорпионов» (2002). С тех пор он снялся в семейных фильмах: «План игры» (2007), «Ведьмина гора» (2009), «Зубная фея» (2010), «Джуманджи: Зов джунглей» (2017), «Джуманджи: Новый уровень» (2019) и «Круиз по джунглям» (2021), а также в боевиках: «Путешествие 2: Таинственный остров» (2012), «G.I. Joe: Бросок кобры 2» (2013), «Геракл» (2014), «Разлом Сан-Андреас» (2015), «Небоскрёб» (2018) и «Рэмпейдж» (2018). Он также снялся в комедийных боевиках: «Напряги извилины» (2008), «Полтора шпиона» (2016), «Спасатели Малибу» (2017) и «Красное уведомление» (2021). Его роль Люка Хоббса в серии фильмов «Форсаж», начиная с «Форсаж 5» (2011), внесла значительный вклад в успех франшизы, сделав её одной из самых кассовых в истории кино. Он присоединился к Расширенной вселенной DC, сыграв главную роль в фильме «Чёрный Адам» (2022). Он также озвучил Мауи в диснеевском мультфильме «Моана» (2016) и его сиквеле «Моана 2» (2024), а также повторит эту роль в игровом ремейке 2026 года. Джонсон спродюсировал и снялся в сериале HBO «Игроки» (2015—2019), а также стал героем и продюсером автобиографического ситкома «Молодой Скала» (2021—2023).
В 2000 году Джонсон написал автобиографию «The Rock Says…», которая дебютировала на первом месте в списке бестселлеров New York Times. В 2016 и 2019 годах Джонсон был назван журналом Time одним из самых влиятельных людей мира. В 2020 году стал совладельцем лиги американского футбола United Football League. В январе 2024 года Джонсон вошёл в совет директоров TKO, материнской компании WWE и промоушена смешанных единоборств UFC. Он является соучредителем продюсерской компании Seven Bucks Productions и основателем компании Teremana Tequila, стоимость которой оценивается примерно в 3,5 миллиарда долларов.

## Ранняя жизнь
Джонсон родился 2 мая 1972 года в Хейварде, Калифорния, в семье Матаниуфеагаималеаты «Аты» Фитисеману (в девичестве Майвиа) и рестлера Рокки Джонсона (имя при рождении — Уэйд Дуглас Боулз). В детстве он недолгое время жил в районе Грей-Линн в Окленде, Новая Зеландия, с семьёй матери, где играл в регби и учился в начальной школе Ричмонд-роуд, после чего вернулся в США.
Отец Джонсона был чёрным новошотландцев с небольшой примесью ирландской крови, а мать — самоанка. Дядя Джонсона по отцу, Рикки, также был рестлером. Его мать — приёмная дочь Питера Майвиа, который также был рестлером. Бабушка Джонсона по материнской линии, Лиа Майвиа, стала одной из первых женщин-промоутеров в рестлинге: после смерти мужа в 1982 году она возглавила Polynesian Pacific Pro Wrestling и управляла организацией до 1988 года. Через своего деда по матери, Питера Майвиа, Джонсон состоит в некровном родстве с рестлерской династией Аноа’и. В 2008 году он ввёл своего отца и деда в Зал славы WWE.
Джонсон учился в начальной школе Монтклер в Шарлотте, Северная Каролина, а затем переехал в Хамден, Коннектикут, где посещал начальную школу Шеперд Глен, а после — среднюю школу Хамдена. Позже он учился в средней школе имени президента Уильяма Мак-Кинли в Гонолулу, Гавайи, а затем в школах Гленклифф и Макгэвок в Нашвилле, Теннесси, а окончил обучение в старшей школе Фридом в Бетлехеме, Пенсильвания, в регионе Лихай Вэлли, где и получил аттестат в 1990 году.

Во время учёбы в старшей школе Фридом Джонсон поначалу испытывал трудности и оказался втянут в культуру конфликтов и мелкой преступности. К 17 годам он несколько раз был арестован за драки, кражи и мошенничество с чеками, а однажды был отстранён от занятий на две недели за участие в драке. Местная газета описывала его как «проблемного подростка с историей столкновений с полицией». Однако тренер школьной команды по американскому футболу Джоди Квик разглядел в Джонсоне спортивный потенциал и пригласил его в команду, где тот играл на позиции дефенсив тэкла. Этот опыт стал важной вехой в жизни Джонсона. «Моё мышление начало меняться. Тогда я впервые задумался о целях и о том, чего хочу добиться», — вспоминал он позже. Помимо американского футбола, Джонсон также занимался лёгкой атлетикой и участвовал в школьной команде по борьбе.
К моменту окончания старшей школы Фридом Джонсон провёл в футбольной команде всего два года, однако получил полную спортивную стипендию от Майамского университета, чья футбольная программа как раз начинала становиться одной из ведущих в первом дивизионе NCAA.
Джонсон производил хорошее впечатление на тренеров и товарищей по команде и считался одним из перспективных игроков. Однако, в то же время в «Майами Харрикейнс» пришёл Уоррен Сэпп — будущая звезда НФЛ, который играл на той же позиции, что и Джонсон. За четыре года в «Харрикейнс» Джонсон вышел на поле в 39 играх, из которых всего в одной в стартовом составе. В 1991 году он вместе с футбольной командой стал победителем национального чемпионата NCAA.
Джонсон окончил обучение в университете в 1995 году, получив степень бакалавра по криминологии и психологии. По окончании университета он подписал трёхлетний контракт с командой «Калгари Стампидерс» из Канадской футбольной лиги, но, отыграв всего сезон, получил травму спины и вынужден был окончить карьеру футболиста.

## Карьера в реслинге

### Ранняя карьера (1996)
После окончания футбольной карьеры Джонсон решил начать карьеру рестлера. В 1996 году ветеран рестлинга Пат Паттерсон устроил Джонсону несколько пробных матчей в World Wrestling Federation (WWF). Под своим настоящим именем он победил Бруклинского Броулера на домашнем шоу 10 марта и проиграл матчи Крису Кандидо и Оуэну Харту. После выступлений в United States Wrestling Association Джерри Лоулера под именем Флекс Кавана, где он дважды выиграл титул командных чемпионов мира USWA с Бартом Сойером, Джонсон подписал контракт с WWF. Он прошёл дополнительную подготовку у Тома Причарда, вместе с Ахимом Альбрехтом и Марком Генри.

### World Wrestling Federation/Entertainment

#### Дебют (1996—1997)
Джонсон дебютировал в World Wrestling Federation в 1996 году под именем Рокки Майвиа. Сценическое имя было составлено из имён его отца и деда и вначале Джонсону не очень нравилась эта идея, но глава WWF Винс Макмэн и комментатор Джим Росс смогли переубедить его. Руководство WWF начало играть на связи Джонсона с отцом и дедом, называя его первым в истории компании рестлером в третьем поколении.
С самого дебюта WWF начали продвигать Джонсона, отыгрывающего роль фейса, несмотря на недостаток у него опыта в рестлинге. Джонсон дебютировал на ринге в ноябре 1996 года во время PPV-шоу Survivor Series, где в командном поединке на выбывание он остался последним и стал победителем. Уже после трёх месяцев в компании 13 февраля 1997 года он выиграл титул интерконтинентального чемпиона WWF, победив Хантера Хёрст Хелмсли. Однако болельщики вскоре устали от однотипного хорошего персонажа, во многом из-за набирающего в то время популярности Стива Остина. В результате во время его поединков болельщики выкрикивали «Умри, Рокки, умри!» (англ. «Die Rocky Die!») и «Рокки — отстой!» (англ. «Rocky Sucks!»).

#### «Нация доминации» (1997—1998)

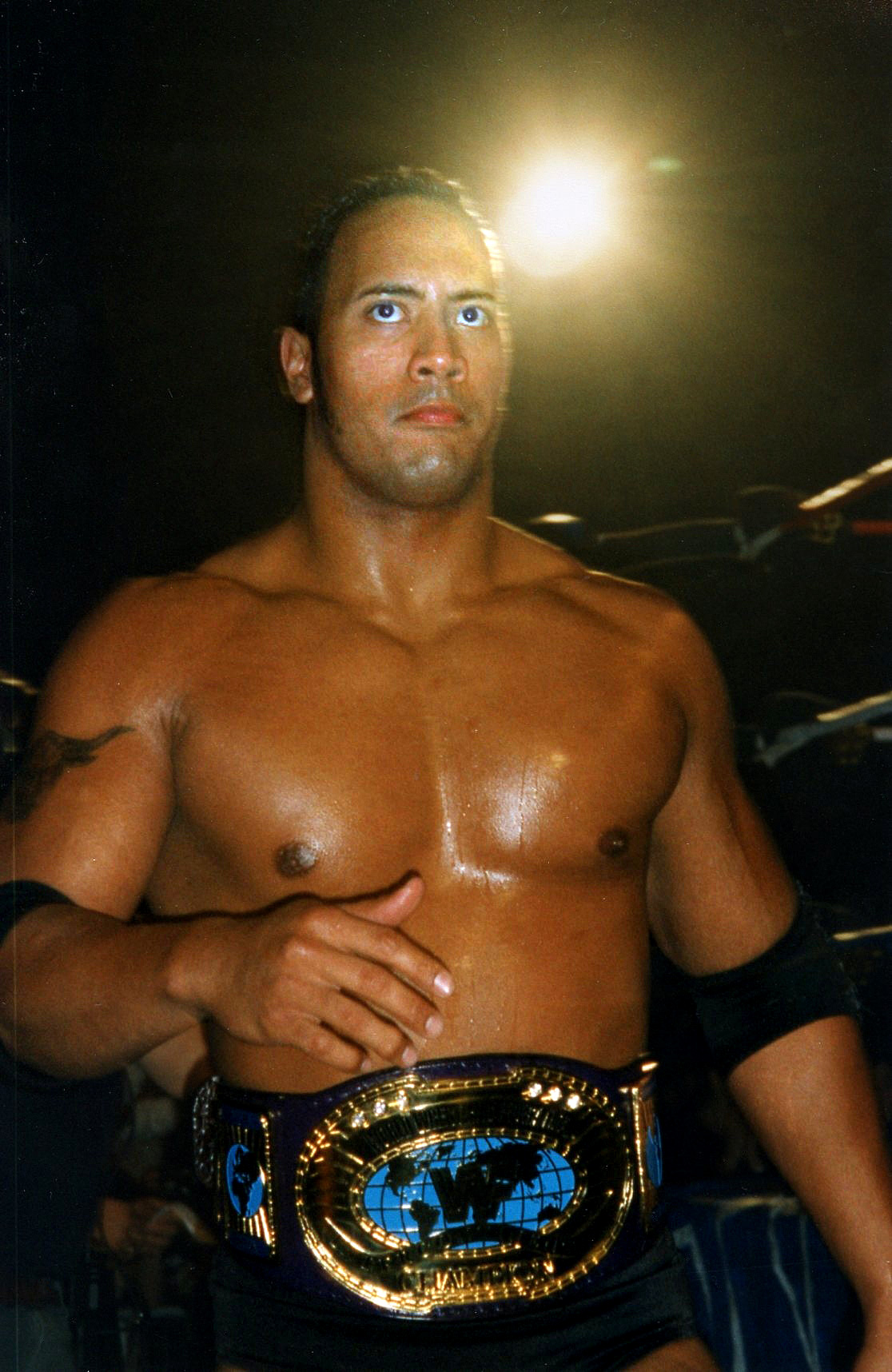
Скала с титулом интерконтинентального чемпиона WWF в 1998 году

После проигрыша титула интерконтинентального чемпиона WWE Оуэну Харту 28 апреля 1997 года, во время эпизода Raw is War и возвращения после травмы, Джонсон становится хилом. Он присоединяется к группировке «Нация доминации», в которую входили Фарук, Ди’Ло Браун и Кама. С этого же времени он начинает использовать имя Скала Рокки Майвиа, которое через некоторое время сократил до просто «Скала». О себе он начинает говорить в третьем лице, начиная предложения «Скала говорит…» (англ. "The Rock says…").
Во время шоу D-Generation X: In Your House Стив Остин победил Скалу менее чем за 6 минут и сохранил пояс интерконтинентального чемпиона. Во время следующего эпизода Raw is War, прошедшего на следующий день, Винс Макмэн назначил матч-реванш за чемпионский титул, но Остин отказывается драться и лишается пояса, который получает Джонсон. Конец 1997 года и начало 1998 года проходит в постоянной вражде между Скалой и Остином.
У Джонсона начинается вражда с Фаруком за лидерство в группировке. Эта вражда заканчивается поединком на шоу Over the Edge за титул интерконтинентального чемпиона WWF, который выигрывает Скала. После этого он начинает вражду с Трипл Эйчем из группировки D-Generation X. Первый их поединок за титул закончился победой Скалы, позже они встречаются во время шоу Fully Loaded в поединке до трёх побед, который выигрывает Скала. Но на SummerSlam в матче с лестницами Джонсон проигрывает титул. На шоу Breakdown Скала выигрывает поединок в стальной клетке против Кена Шемрока и Мэнкайнда и становится претендентом номер один на поединок за титул чемпиона WWF.

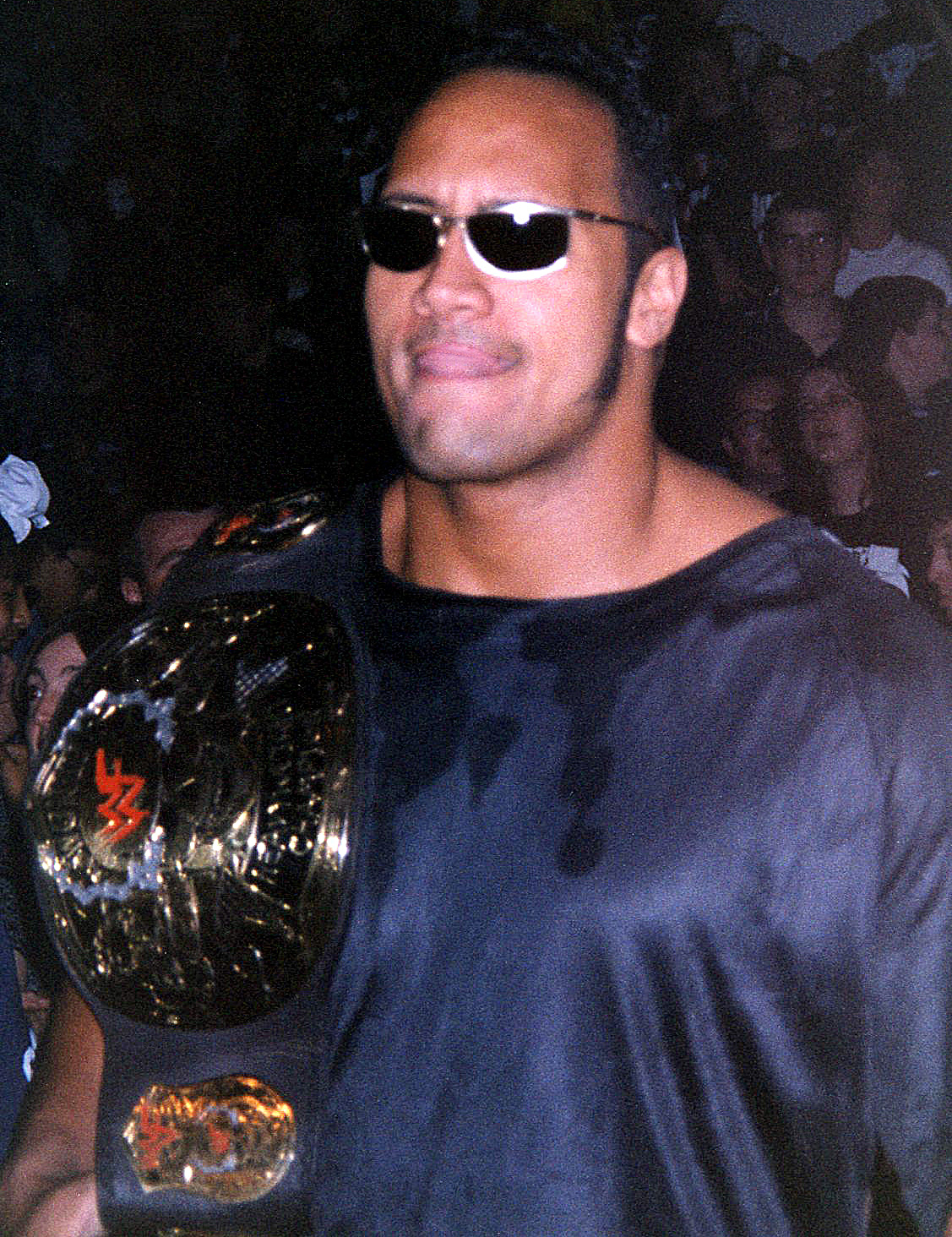
Скала с чемпионским поясом Стива Остина, 1999 год

#### «Корпорация» (1998—1999)
Популярность Скалы начала расти, что привело его к переходу в фейсы и началу вражды с Мистером Макмэном. С этого момента Скала начинает называть себя «Народным чемпионом». Однако на Survivor Series, в финале турнира Deadly Game, когда Скала провёл Мэнкайнду приём «Снайпер», Макмэн велел бить в гонг, назвав Скалу новым чемпионом WWF. Этот поступок был пародией на событие, известное под именем «Монреальская подстава», произошедшее годом ранее на Survivor Series. Скала снова стал хилом, объединившись с Винсом и Шейном Макмэнами в качестве центральной фигуры их группировки «Корпорация». 13 декабря 1998 года на названном в его честь шоу Rock Bottom: In Your House, Скала провёл матч-реванш с Мэнкайндом за титул чемпиона WWF. Мэнкайнд, казалось, выиграл матч, когда Рок потерял сознание от приёма Mandible Claw, но Винс Макмэн постановил, что, поскольку Скала не сдался, он сохранил свой титул.
Скала, являясь «Чемпионом Корпорации», вновь становится хилом, в то время как Мэнкайнд, наоборот, получает поддержку зрителей. На Raw is War 4 января 1999 года Мэнкайнд возвращает себе титул с помощью Стива Остина, но на PPV Royal Rumble Скала побеждает Мэнкайнда в матче I Quit, нокаутировав его многочисленными ударами стулом. Этот матч, призванный продемонстрировать злобные черты персонажа Скалы, пошёл не по плану, так как в конце матча Скала ударил Мэнкайнда по голове стальным стулом 11 раз вместо положенных по сценарию пяти, причём пять ударов уже были рискованным количеством (в большинстве матчей рестлинга эры Attitude было не более 2-3 ударов по голове). После пятого удара Мэнкайнд всё ещё находился у ринга, вместо того, чтобы подняться к входной рампе, где он должен был находиться, а после одиннадцатого удара, который вырубил окровавленного Мэнкайнда, по системе оповещения прозвучала запись Мэнкайнда, говорящего «I Quit» из предыдущего интервью. 31 января, во время эпизода Sunday Night Heat, Скала и Мэнкайнд приняли участие в матче на пустой арене — матче, который проходил на арене с 22 000 свободных мест, где для проведения матча могла быть использована любая часть помещения. После 20 минут хаотичной драки на ринге, на трибунах, на кухне, в зоне общественного питания, в офисе, в коридорах арены и, наконец, на погрузочной площадке в подвале, Мэнкайнд победил Скалу с помощью вилочного погрузчика и завоевал титул чемпиона WWF. Этот матч называли Halftime Heat, так как он транслировался в перерыве Супербоула того года. Они снова встретились на шоу St. Valentine’s Day Massacre: In Your House, в матче «Последний живой», который закончился вничью, то есть Мэнкайнд сохранил титул. Их вражда закончилась 15 февраля на Raw Is War, когда Скала выиграл свой третий тиутл чемпиона WWF в матче с лестницами с вмешательством Биг Шоу. Скала остаётся чемпионом до WrestleMania XV, где проигрывает титул Стиву Остину.
Популярность Скалы продолжала расти, и зрители по-прежнему болели за него, даже несмотря на то, что он был хилом. Затем он проиграл матч-реванш за титул чемпиона WWF против Стива Остина на Backlash: In Your House'. На следующий вечер на шоу Raw is War он был уволен из «Корпорации» после того, как его предал Шейн Макмэн, снова превратив его в фейса и начав вражду с Трипл Эйч, Гробовщиком и «Корпоративному служению». 29 апреля 1999 года WWF показала пилотный эпизод шоу SmackDown!, название которого произошло от одной из коронных фраз Скалы. В этом эпизоде Скала продолжил свою вражду с «Корпоративным служением». Это привело к матчу с Трипл Эйчем на шоу Over the Edge, который Скала выиграл, и к матчу за звание чемпиона WWF против Гробовщика на King of the Ring, который Рок проиграл. Затем Скала проиграл матч за звание претендента номер один Трипл Эйч на шоу Fully Loaded после вмешательства Билли Ганна. Затем Скала победил Ганна в матче «Поцелуй мою задницу» на SummerSlam. Скала также получил привилегию иметь свой фирменный матч, как и Гробовщик с матчем «Погребённый заживо», Кейн с матчем «Инферно» и Мэнкайнд с «Бойней в котельной»: матч Brahma Bullrope, вариант матча с ремнями, где участники были связаны ремнём, используемым в животноводстве, а ремень и прикреплённый к ней коровий колокольчик могли использоваться как оружие. Скала участвовал в этом матче дважды, оба раза в Техасе (против Трипл Эйч в Далласе и против Эла Сноу в Хьюстоне).

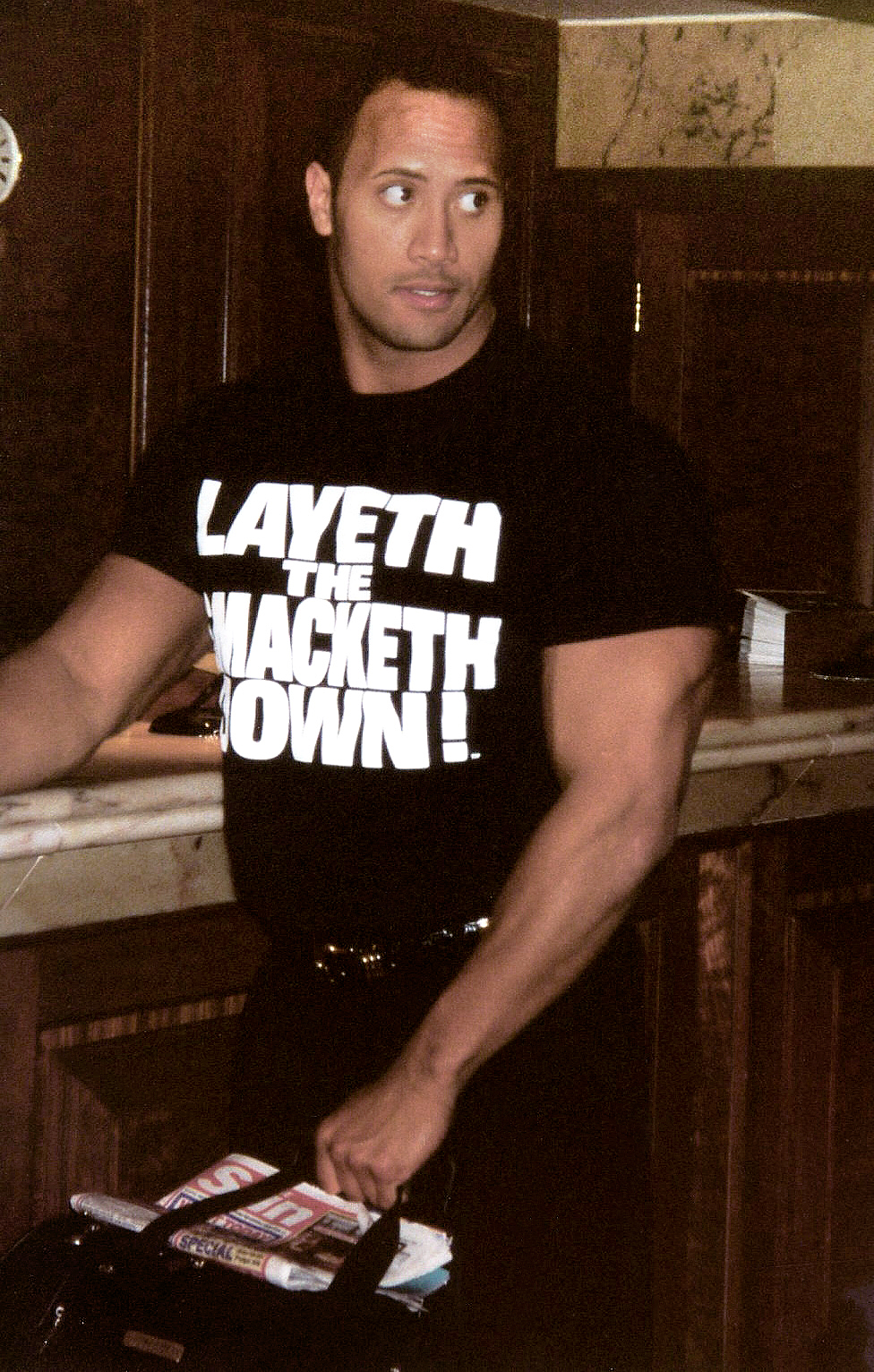
Популярность Скалы подпитывалась его харизмой и ораторскими способностями, что привело к появлению множества фирменных фраз и возможностей для продажи товаров с ними

Вскоре после SummerSlam Скала объединился с бывшим противником Мэнкайндом, и эти двое стали известны как Rock 'n' Sock Connection. Они впервые стали командными чемпионами WWF, победив Гробовщика и Биг Шоу на эпизоде Raw is War 30 августа 1999 года. Они вместе исполнили ряд получивших признание критиков комедийных скетчей, включая один под названием «Это твоя жизнь», в котором Мэнкайнд привёл на телевидение пародийные версии людей из прошлого Скалы, таких как его школьная подружка и школьный футбольный тренер, только для того, чтобы Скала оскорбил их. Сегмент заработал рейтинг 8,4 по шкале Нильсена, что стало одним из самых высоких рейтингов для сегментов Raw. 9 сентября 1999 года в эпизоде SmackDown! они уступили титулы Гробовщику и Биг Шоу, а 20 сентября 1999 года в эпизоде Raw is War вернули их себе. Затем Рок и Мэнкайнд проиграли титулы «Изгоям нового века» в следующем эпизоде SmackDown!. Рок и Манкинд выиграли титулы в третий и последний раз, победив «Изгоев» в эпизоде SmackDown! 14 октября 1999 года, а затем проиграли титулы «Кузинам Холли» в эпизоде Raw is War 18 октября 1999 года.
На Royal Rumble, 23 января 2000 года, Скала принял участие в матче «Королевская битва» и стал одним из двух рестлеров оставшихся в финале, вместе с Биг Шоу. Биг Шоу намеревался перебросить Скалу через верхний канат, но Скала парировал это движение, отправив Биг Шоу на пол, после чего снова вышел на ринг победителем. Однако во время попытки реверса ноги Скалы случайно попали на пол, хотя те, кто смотрел событие по телевизору, этого не заметили. Это было обыграно в сюжете, поскольку Биг Шоу предоставил дополнительные видеоматериалы, демонстрирующие этот факт, и заявил, что он является настоящим победителем. После этого Скала стал претендентом номер один на звание чемпиона WWF, и Биг Шоу был выставлен на бой на No Way Out, который выиграл Биг Шоу после вмешательства Шейна Макмэна. Затем Скала победил Биг Шоу в эпизоде Raw Is War от 13 марта, чтобы вернуть себе право сразиться с чемпионом WWF, Трипл Эйчем, на WrestleMania 2000 в матче на выбывание, в котором также участвовали Биг Шоу и Мик Фоли. Скала продержался до финальной пары, но был удержан действующим чемпионом Трипл Эйчем после того, как Винс Макмэн предал его, ударив стулом.

#### Рекорд по мировым чемпионствам (2000—2002)

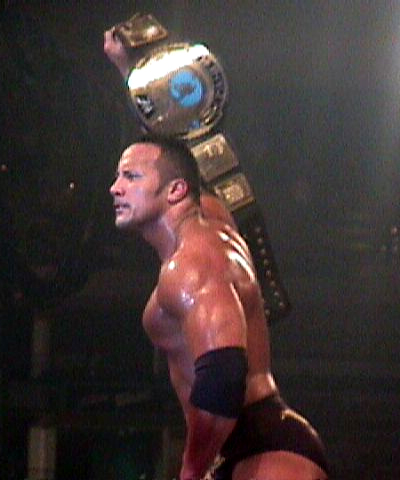
Скала как чемпион WWF в 2000 году

В последующие недели Скала продолжил вражду с Трипл Эйчем и в конце концов завоевал свой четвёртый титул чемпиона WWF, который он получил 30 апреля на Backlash, после того как за него вступился Стив Остин. На следующий вечер на Raw он успешно защитил свой титул против Шейна Макмэна в матче в стальной клетке. 21 мая, на Judgment Day, Скала встретился с Трипл Эйчем в матче «Железный человек» с Шоном Майклзом в качестве специально приглашённого рефери. При равном счёте в 5:5, когда до конца времени оставались считанные секунды, Скала был дисквалифицирован, когда Гробовщик атаковал Трипл Эйча, тем самым обеспечив тому победу со счётом 6:5 и титул чемпиона. Скала в пятый раз выиграл титул чемпиона WWF на King of the Ring 25 июня, сделав победное удержание в командным матче шести человек, объединившись с Кейном и Гробовщиком против Шейна Макмэна, Трипл Эйча и Винса Макмэна, которого он удержал. Скала успешно защитил титул чемпиона против Криса Бенуа 23 июля на Fully Loaded. В следующем месяце он успешно защитил свой титул против Курта Энгла и Трипл Эйч на SummerSlam. Скала провёл ещё одну успешную защиту титула против Бенуа, Кейна и Гробовщика 24 сентября на Unforgiven.

Затем Скала проиграл титул чемпиона WWF Курту Энглу на No Mercy в октябре. В следующем месяце Скала враждовал с Рикиши и победил его на Survivor Series. На Armageddon Скала участвовал в матче из шести человек «Ад в клетке» за звание чемпиона WWF, который выиграл Энгл и сохранил титул. В эпизоде Raw от 18 декабря Скала выиграл командное чемпионство WWF вместе с Гробовщиком, победив Эджа и Кристиана, но проиграли его на следующем SmackDown!. В 2001 году Скала продолжал враждовать с Энглом за титул чемпиона WWF, кульминацией которого стало февральское шоу No Way Out, где он победил Энгла, завоевав титул чемпиона WWF в шестой раз. Затем Скала враждовал с победителем «Королевской битвы» Стивом Остином, которому он проиграл титул на WrestleMania X-Seven после того, как Остин заключил союз с Винсом Макмэном, который вмешался в матч. На следующем шоу Raw Is War, во время матча-реванша за титул в стальной клетке, Трипл Эйч напал на Скалу, вступил в союз с Макмэном и Остином и помог Остину сохранить чемпионский титул. Затем Остин и Трипл Эйч сформировали команду под названием «Власть двух людей», а Скала по сюжету был отстранён на неопределённый срок. Джонсон использовал это время для участия в фильме «Царь скорпионов».

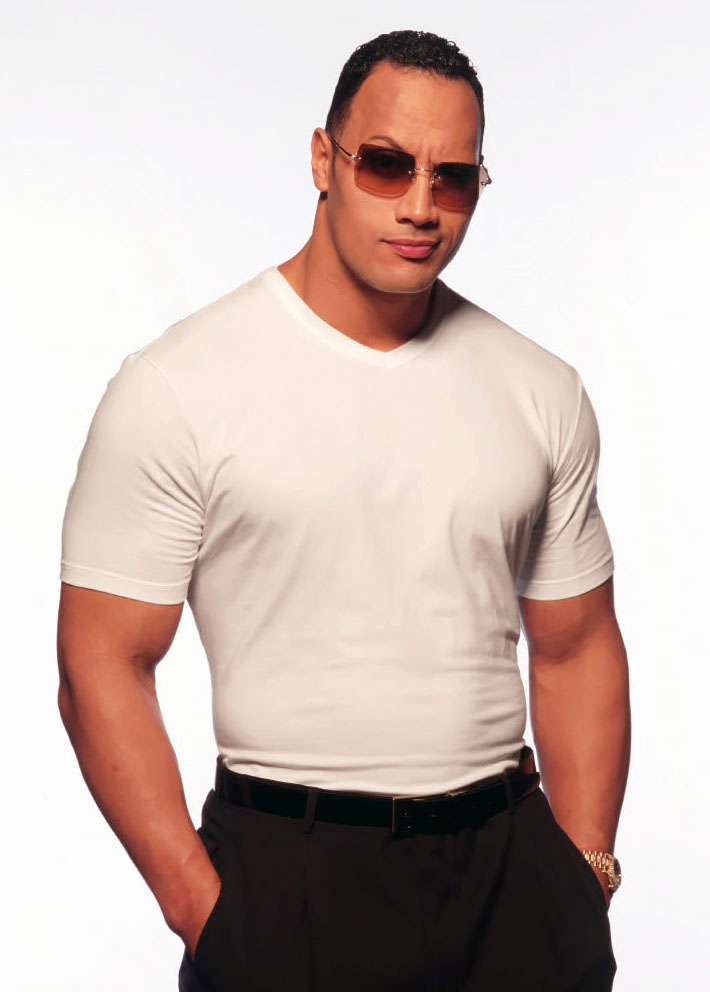
Промо-фото, 2001 год

Скала вернулся в конце июля 2001 года, когда WWF враждовала с конкурирующими промоушенами World Championship Wrestling (WCW) и Extreme Championship Wrestling (ECW) в рамках сюжета, известного как «Вторжение». В действительности WCW был куплен Винсом Макмэном, а ECW прекратил свою деятельность в начале 2001 года. Многие бывшие рестлеры WCW и ECW были приглашены на шоу WWF и сформировали «Альянс», чтобы сюжетно конкурировать с WWF. «Альянс» и Винс Макмэн попытались убедить Скалу присоединиться к их стороне. Скала присоединился к Макмэну и WWF. В следующем месяце Скала победил Букера Ти на SummerSlam и впервые выиграл титул чемпиона WCW. Позже он проиграл титул Крису Джерико на No Mercy. На следующий вечер на Raw он в команде с Джерико выиграл командное чемпионство WWF у «Братьев Дадли». Затем они проиграли титулы Букеру Ти и Тесту на эпизоде SmackDown! от 1 ноября 2001 года. На эпизоде Raw от 5 ноября Скала победил Джерико и завоевал свой второй титул чемпиона WCW.
В рамках борьбы WWF против «Альянса», на Survivor Series Скала участвовал в командном матче «победитель забирает всё», в котором компания проигравшей команды будет распущена. Он был членом команды WWF вместе с Крисом Джерико, Гробовщиком, Кейном и Биг Шоу. Команда «Альянса» состояла из Стива Остина, Курта Энгла, Букера Ти, Роба Ван Дама и Шейна Макмэна. В итоге всё свелось к бою один на один между Скалой и Стивом Остином. Казалось, что преимущество было на стороне Скалы, пока его товарищ по команде Джерико не вышел на ринг и не атаковал Скалу. Остин попытался воспользоваться этим и победить Скалу, но Курт Энгл показал свою истинную верность, напав на Остина. Затем Скала победил Остина, обеспечив победу команде WWF и заставив «Альянс» расформироваться. После поражения «Альянса» титул чемпиона WCW, принадлежащий Скале, был переименован в титул чемпиона мира. На следующем шоу Vengeance Скала проиграл титул чемпиона Джерико, который позже объединил титулы чемпиона WWF и чемпиона мира. Затем Скала безуспешно бросил вызов Джерико в борьбе за титул неоспоримого чемпиона WWF на Royal Rumble.

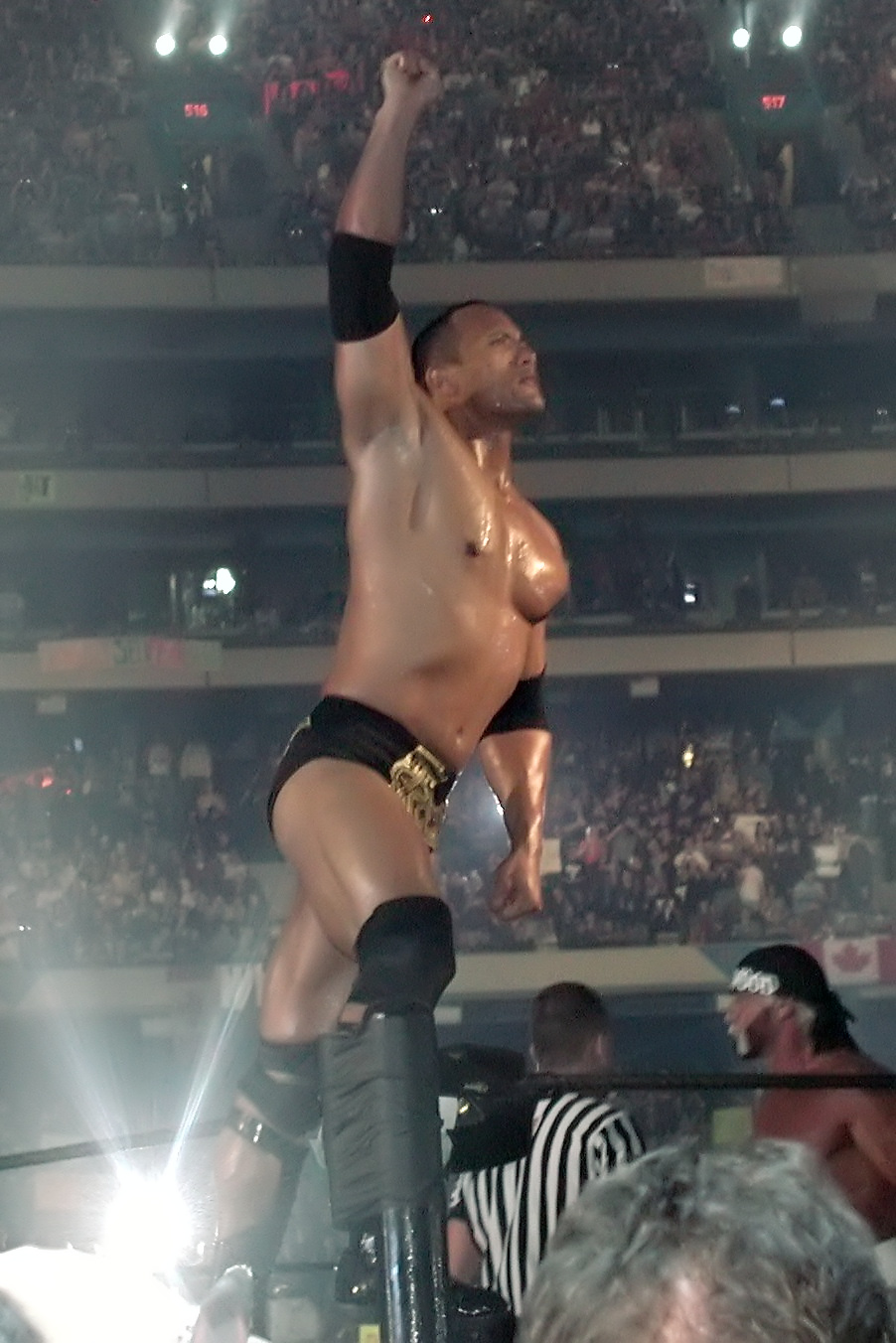
Скала принимает свою фирменную позу перед матчем с Халком Хоганом (внизу справа) на WrestleMania X8

На No Way Out, Скала победил Гробовщика в одиночном поединке. На этом шоу также состоялся дебют WWF знаменитой группировки WCW «Новый мировой порядок», которая в то время состояла из Халка Хогана, Кевина Нэша и Скотта Холла. Впоследствии это привело к матчу между Скалой и Хоганом на WrestleMania X8. Матч был заявлен как «икона против иконы», оба рестлера представляли высший эшелон двух поколений рестлинга; в итоге Скала победил Хогана на WrestleMania X8. Несмотря на то, что Скала изображал героя, а Хоган — злодея, часть публики, собравшейся в SkyDome, болела за Хогана. В интервью 2013 года Хоган сказал, что они со Скалой изменили стиль матча на ходу, основываясь на реакции толпы. После введения первого в истории деления бренда WWF провела «драфт-лотерею» в эпизоде Raw от 25 марта 2002 года. Скала был выбран под первым номером и перешёл на бренд SmackDown!, после чего взял творческий отпуск.
Скала неожиданно вернулся на июньском эпизоде Raw, а затем перешёл на свой бренд SmackDown!. Там он стал претендентом номер один на титул неоспоримого чемпиона WWE, который он завоевал в рекордный седьмой раз на шоу Vengeance 21 июля, победив Курта Энгла и тогдашнего чемпиона Гробовщике в матче «Тройная угроза». Скала успешно защитил титул на шоу Global Warning в Мельбурне, Австралия, против Трипл Эйч и Брока Леснара. 25 августа на SummerSlam, после вмешательства менеджера Леснара Пола Хеймана, Скала проиграл Леснару титул неоспоримого чемпиона WWE вместе с рекордом самого молодого чемпиона WWE, который он установил в 1998 году. В 2018 году Шон Койл, пишущий для ESPN.com, в ретроспективном обзоре этого события отметил, что после победы над Халком Хоганом на WrestleMania X8 Скала «начал замечать спад в поддержке фанатов», и «этот спад превратился в резкое падение» к тому времени, когда Скала проводил свой матч с Леснаром на SummerSlam, потому что фанаты знали, что он покидает WWE, чтобы продолжить актёрскую карьеру. Об этом свидетельствует тот факт, что во время матча с Леснаром он был встречен негативной реакцией толпы. После окончания SummerSlam Скала был заметно рассержен реакцией толпы. Когда он попытался выступить с речью перед зрителями после шоу, фанаты, собравшиеся в Nassau Coliseum, всё равно освистали его. После этого Скала взял отпуск, чтобы начать свою актёрскую карьеру.

#### Голливудский образ и первое окончание карьеры (2002—2004)
Скала вернулся на эпизоде SmackDown! от 30 января 2003 года, чтобы назначить новый матч с Халком Хоганом на No Way Out. Из-за негативной реакции фанатов во время его предыдущих матчей в связи с начинающейся актёрской карьерой, Скала впервые с 1999 года стал хилом. Он также начал новый образ, который назвали «Голливудской Скалой», с новым внешним видом и бритой головой. Скала победил Хогана на No Way Out, после чего перешёл на бренд Raw. Там у него были различные мелкие соперничества, включая одно с Ураганом. Он также начал проводить «Рок-концерты», сегменты, в которых он играл на гитаре и высмеивал исполнителей и фанатов WWE в песнях.

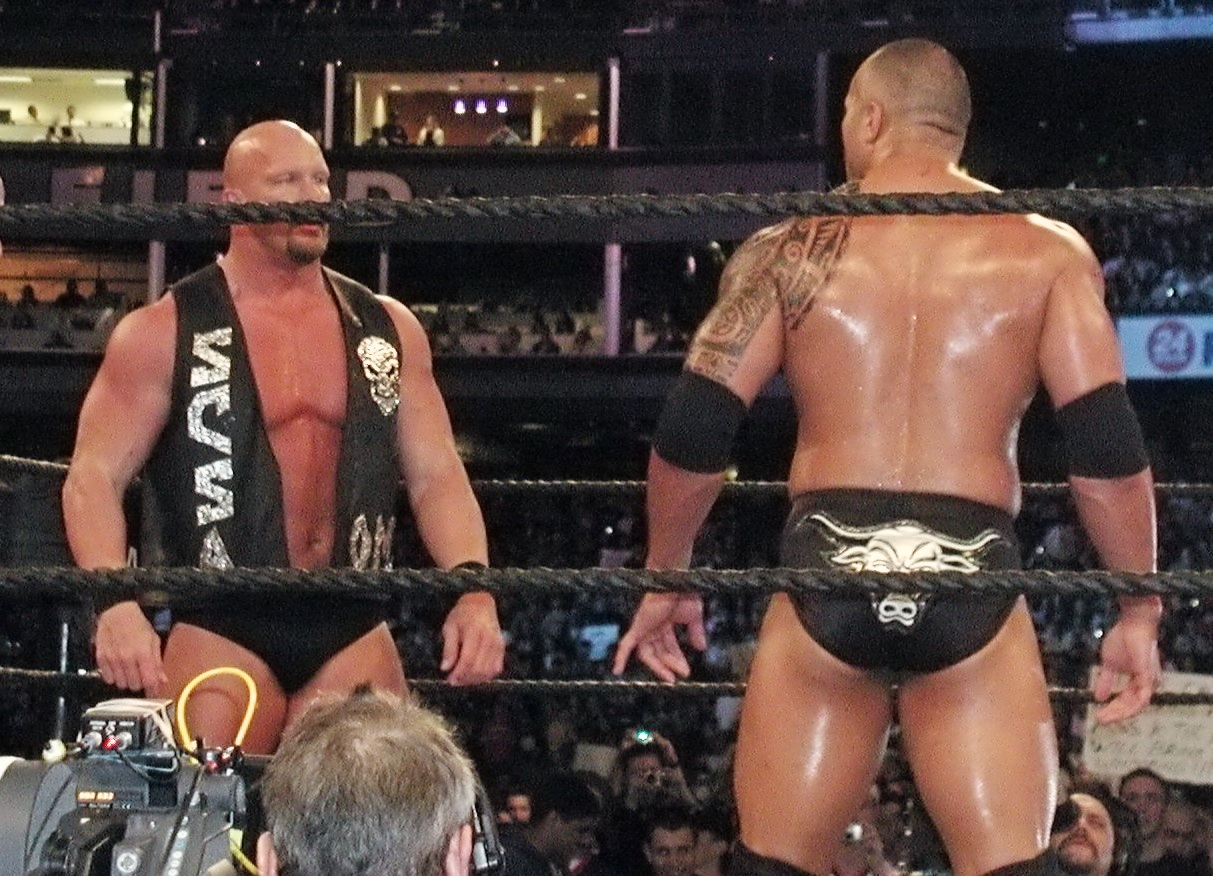
Скала победил Стива Остина (слева) на WrestleMania XIX в марте 2003 года

После неудачи в борьбе за звание чемпиона мира в тяжёлом весе Скала вступил в очередную программу со Стивом Остином. Это привело к матчу на WrestleMania XIX, который напомнил о двух предыдущих встречах на WrestleMania, обе из которых выиграл Остин. Скала победил, проведя три последовательных «Подножья скалы», положив конец их давнему соперничеству, которое стало последним до 2022 года матчем Остина. На следующий вечер шоу Raw было объявлено «Ночью признательности Скале» в честь его победы над Остином. В тот вечер на него напал дебютировавший Голдберг. На Backlash Голдберг победил Скалу, который затем ненадолго покинул WWE, чтобы принять участие в съёмках фильма «Широко шагая». В течение всего оставшегося года Скала появлялся на сцене время от времени, вернувшись к роли фейса.
В 2004 году Скала помогал Мику Фоли в его вражде против «Эволюции», что привело к воссоединению их команды Rock 'n' Sock Connection. Они проиграли Рику Флэру, Рэнди Ортону и Батисте в матче с гандикапом на WrestleMania XX. Это был последний матч Джонсона в рестлинге до ноября 2011 года. После WrestleMania XX Скала появлялся в WWE спорадически. Он вернулся, чтобы поддержать Юджина против Джонатана Коучмена, а также появился в своём родном городе Майами и помог Мику Фоли в стычке против «Сопротивления». Позже, в 2004 году, он участвовал в конкурсе по поеданию пирогов в рамках «Поиска див WWE». После этого контракт Скалы с WWE закончился, и он начал свою постоянную актёрскую карьеру.

#### Появления вне ринга (2007—2009)
12 марта 2007 года Скала появился на шоу WWE после почти трёхлетнего перерыва в заранее записанном ролике, показанным во время Raw. Он правильно предсказал, что Бобби Лэшли победит Умагу на WrestleMania 23 в матче Дональда Трампа и Винса Макмэна «Битва миллиардеров» с волосами на кону. 29 марта 2008 года Джонсон появился, чтобы ввести своего отца Рокки Джонсона и деда Питера Майвию в Зал славы WWE. Следующее появление Джонсона было в заранее записанном роликом 2 октября 2009 года во время десятилетия шоу SmackDown.

### Независимые промоушны (2009)
30 сентября 2009 года Скала появился на шоу World Xtreme Wrestling (WXW), чтобы поддержать дебют в рестлинге Сароны Снуки, дочери его давнего друга и наставника Джимми Снуки.

### Возвращение в WWE

#### Вражда с Джоном Синой (2011—2012)

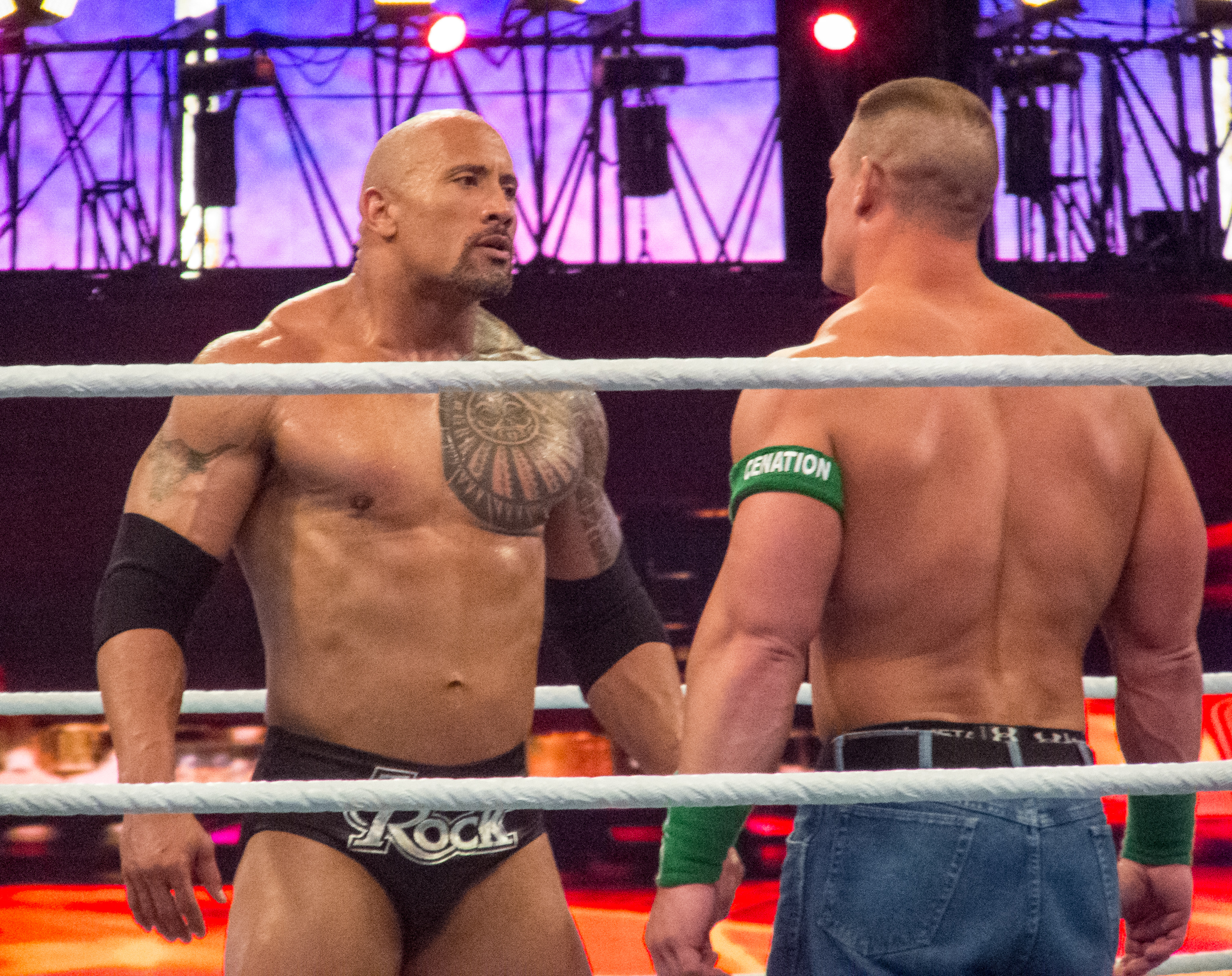
Скала против Джона Сины на Wrestlemania XXVIII

13 февраля 2011 года Дуэйн Джонсон вернулся в WWE в качестве ведущего WrestleMania XXVII и начал конфронтацию с действующим чемпионом Мизом и его будущим соперником на WrestleMania Джоном Синой. На WrestleMania во время их матча Скала провёл «Подножье Скалы» сначала Сине (дав возможность Мизу удержать его), а затем Народный локоть Мизу. На следующем Raw Дуэйн анонсировал свой поединок с Синой, который состоится через год, на WrestleMania XXVIII. Однако, Дуэйн вышел на ринг раньше WrestleMania XXVIII. На Survivor Series 2011 Скала объединился с Джоном Синой против R-Truth и Миза. Победу одержали фэйсы благодаря Дуэйну, который удержал Миза после проведённого «Народного локтя». Однако Скала демонстрировал неуважение к Сине, а после матча провёл ему «Подножье Скалы». Противостояние между рестлерами находит выражение в различных промороликах и интервью (так, Скала провёл на ринге свой третий «The Rock Concert», посвящённый Сине) На WrestleMania XXVIII, прошедшей в Майами, родном городе Джонсона, Скала побеждает Сину после «Подножья Скалы».

#### Чемпион WWE (2012—2013)
На следующий день Скала открыл RAW эмоциональным промо, сообщив, что это не конец и что у него было видение, в котором он вновь стал чемпионом WWE. На тысячном эпизоде Monday Night Raw, прошедшем 23 июля 2012 года, Скала заявил, что будет драться за титул Чемпиона WWE на Королевской битве 2013 и вступил в конфронтацию с СМ Панком и Дениелом Брайаном, что привело к «Подножию Скалы» последнему. В конце шоу Скала атаковал Биг Шоу, вмешавшегося в матч между Джоном Синой и СМ Панком за титул чемпиона WWE. Скала сбил с ног Шоу, избивавшего Сину, но был повержен СМ Панком.
7 января 2013 года Скала официально вернулся в федерацию. На Raw 21 января 2013 на него напала группировка «Щит». Винс Макмэн ввёл условие в матч Скалы с Си Эм Панком на Королевской битве, что если «Щит» снова вмешается, то СМ Панк будет лишён титула. На Royal Rumble Скала победил СМ Панка и стал чемпионом WWE в восьмой раз, после того, как Винс Макмэн приказал начать матч сначала из-за предположительного вмешательства «Щита». Реванш за титул состоялся на Elimination Chamber с условием, если Скалу дисквалифицируют, то Си Эм Панк станет чемпионом WWE. На Elimination Chamber Скала выигрывал матч, удержав Си Эм Панка после «Подножья скалы». В главном событии WrestleMania 29 проиграл титул Джону Сине.

#### Разовые появления (2014—2024)
Вернулся на WrestleMania XXX, где поучаствовал в сегменте со Стивом Остином и Халком Хоганом. 6 октября 2014 года Скала появился в WWE, где вступил в конфронтацию с Русевым и Ланой. На 15-летие SmackDown 10 октября 2014 года был показан закулисный сегмент, в котором Скала заявил, что готов драться против Трипл Эйч на любой WrestleMania.
Джонсон появился на Royal Rumble 2015 года, где помог Роману Рейнсу отбить нападения Кейна и Биг Шоу, после чего вместе с Рейнсом отпраздновал победу. На WrestleMania 31 Дуэйн вместе с чемпионкой UFC Рондой Роузи вступил в конфронтацию с Трипл Эйч и Стефани Макмэн и после небольшой перепалки Скала с Роузи выкинули своих оппонентов с ринга. 27 июня 2015 года Джонсон принял участие в шоу в Бостоне, где вступил в конфронтацию с Бо Далласом.
Появился на WrestleMania 32, где победил члена группировки «Семья Уайаттов» Эрика Роуэна за 6 секунд, тем самым совершил самую быструю победу в истории WrestleMania. Однако после победы на него напали остальные члены группировки — Брэй Уайатт и Брон Строумэн, и лишь благодаря помощи Джона Сины ему удалось отбиться от них

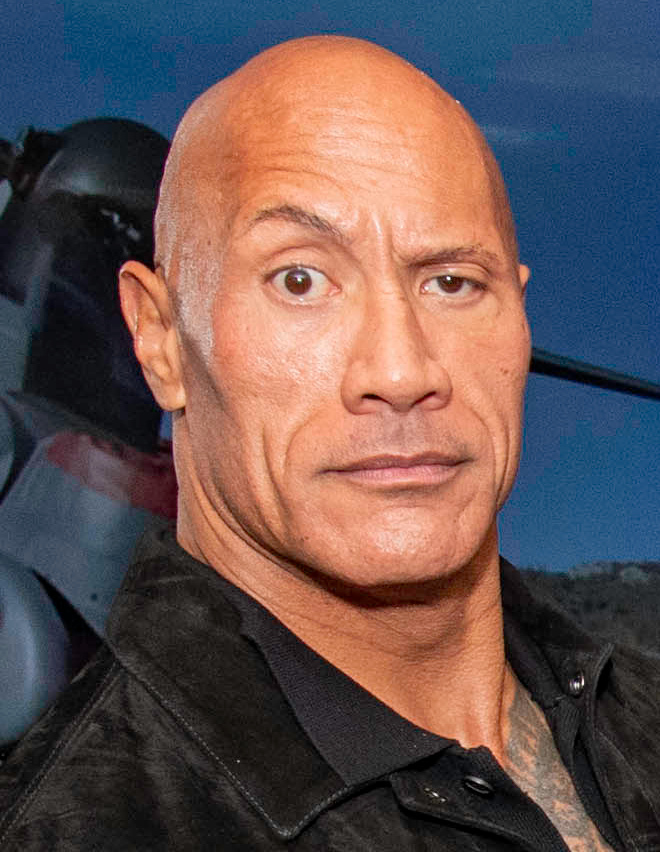
Джонсон делает фирменный жест бровью, 2023 год

3 августа 2019 года Скала объявил о завершении карьеры в качестве рестлера. 30 сентября 2019 года объявил, что появится на юбилейном шоу WWE SmackDown 4 октября, спустя шесть лет после последнего SmackDown в октябре 2014 и впервые с 2016 года на шоу. На шоу Бекки Линч начала цитировать промо, но её прервал Барон Корбин.
15 сентября 2023 года Скала совершил неожиданное возвращение на SmackDown, где столкнулся с Остином Тиори. Это его первое телевизионное появление в WWE с 4 октября 2019 года.

#### «Финальный босс» (c 2024)

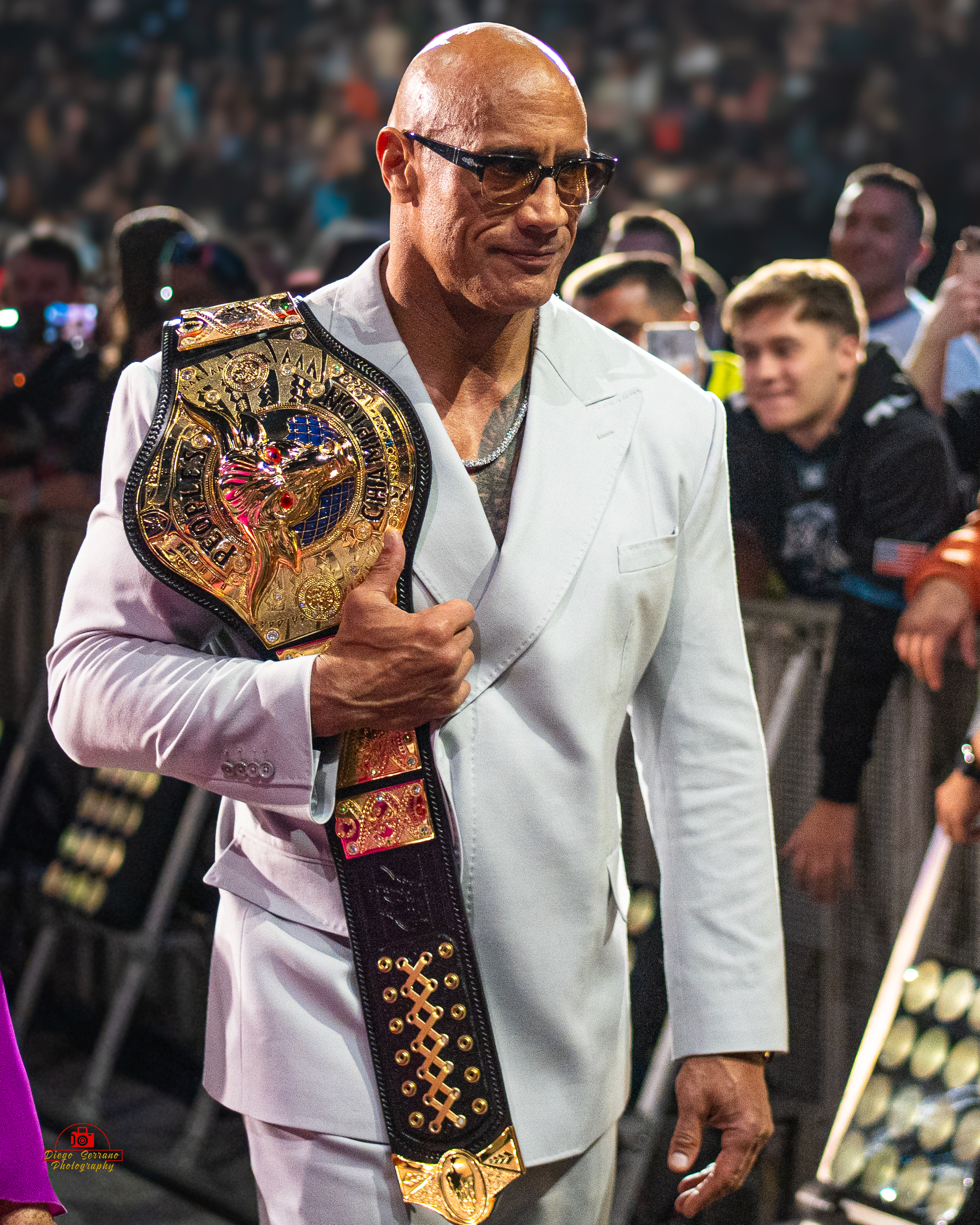
Джонсон в WWE в 2024 году

30 декабря Трипл Эйч сообщил, что бывший чемпион WWE появится на первом выпуске Raw 1 января 2024 года. Чемпионом оказался Скала, что стало его первым телевизионным появлением на Raw с 2016 года. Рок появился в сегменте с Джиндером Махалом и спросил фанатов, должен ли он сидеть «во главе стола», что стало прямым выпадом в сторону его двоюродного брата Романа Рейнса. Скала также появился на эпизоде SmackDown от 2 февраля, где он столкнулся с Рейнсом после того, как победитель «Королевской битвы» Коди Роудс решил не выбирать Рейнса в качестве своего соперника на WrestleMania XL, чтобы позволить Скале встретиться с Рейнсом. Это вызвало бурную реакцию со стороны фанатов, которые хотели, чтобы Роудс встретился с Рейнсом; таким образом, на медиа-мероприятии 8 февраля Скала присоединился к Рейнсу, раскритиковал Роудса за отмену своего решения не выбирать Рейнса в качестве соперника на WrestleMania и дал Роудсу пощёчину за выступление против семьи Аноа’й (членами которой являются и Скала, и Рейнс). Когда главный креативный директор WWE Трипл Эйч давал интервью за кулисами по поводу произошедшего, Скала и Рейнс прошли мимо и сказали ему «исправить это», иначе они это сделают, хотя позже Трипл Эйч появился на SmackDown и поддержал решение Роудса.

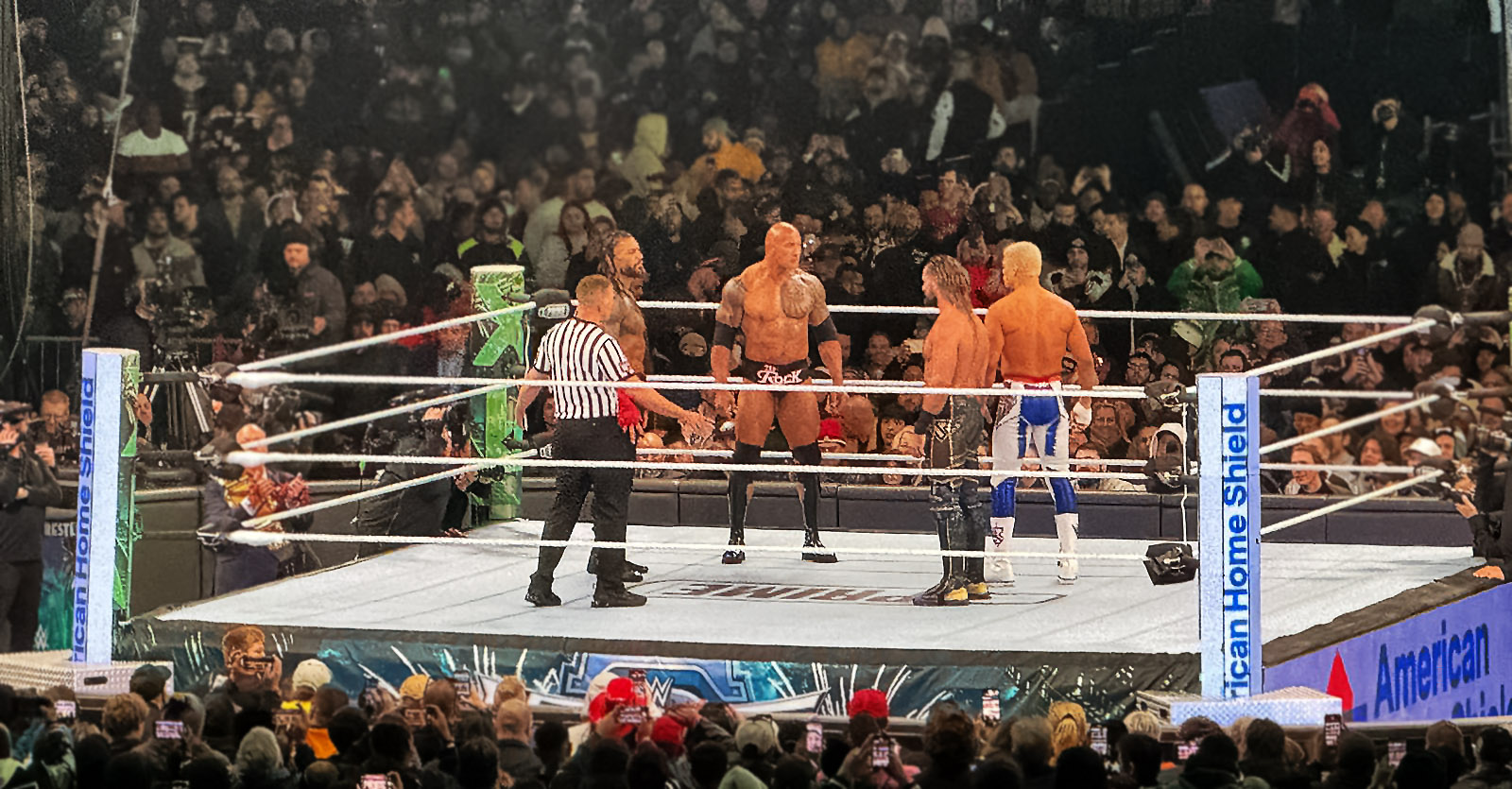
Скала на ринге WWE на WrestleMania XL, 6 апреля 2024

На эпизоде SmackDown 16 февраля Скала официально присоединился к группировке Рейнса The Bloodline и возродил злодейский образ «Голливудской Скалы», который он в последний раз использовал в 2003 году. Затем он появился в эпизоде SmackDown 1 марта, где дал себе новое прозвище «Финальный босс» и бросил вызов Роудсу и Сету Роллинсу в первый день WrestleMania XL. В главном событии первого вечера WrestleMania XL Скала и Рейнс победили Роудса и Роллинза в командном матче. Во второй вечер Скала появился во время главного события WrestleMania XL между Романом Рейнсом и Коди Роудсом, где он провёл «Подножие Скалы» Джону Сине. После этого появился Гробовщик и провёл Скале «Чоукслэм».

## Карьера в кино

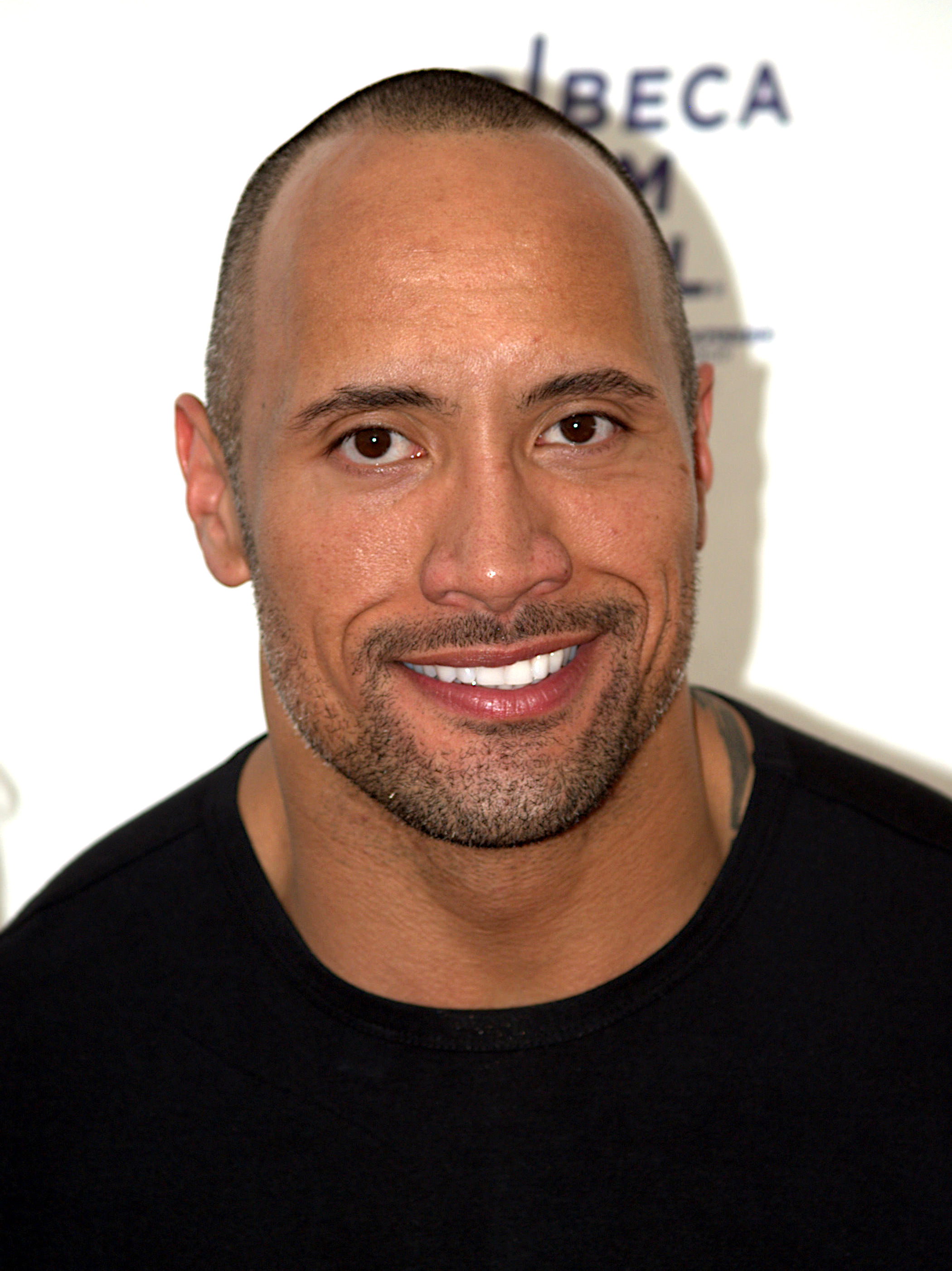
Джонсон в апреле 2009 года

Скале предложили первую в его жизни роль второго плана в фильме «Мумия возвращается» (2001 год), а затем главную роль в его приквеле — «Царь скорпионов» (2002 год). В первом фильме Джонсон снимался с Бренданом Фрейзером и Рэйчел Вайс. Спин-офф «Царь скорпионов» обеспечил Джонсону запись в книге Гиннесса (наивысший гонорар за первую главную роль). Последующие роли в фильмах «Сокровище Амазонки» (2003 год), «Широко шагая» (2004 год), «Doom» (2005 год) закрепили за ним статус профессионального актёра и востребованность как актёра боевиков.
В следующие годы сыграл большое количество ролей в боевиках, среди которых — «Быстрее пули» (2010 год) и «Стукач» (2013 год), но мировую славу Джонсону принесло участие в пятой и последующих сериях криминального боевика «Форсаж». Сценарист Крис Морган специально под Джонсона переписал роль агента Люка Хоббса.
Помимо исполнения амплуа героя боевиков, Джонсон проявился как комедийный актёр, снявшись в фильмах «План игры» (2007 год), «Зубная фея» (2010 год) и «Кровью и потом: анаболики» (2013 год).

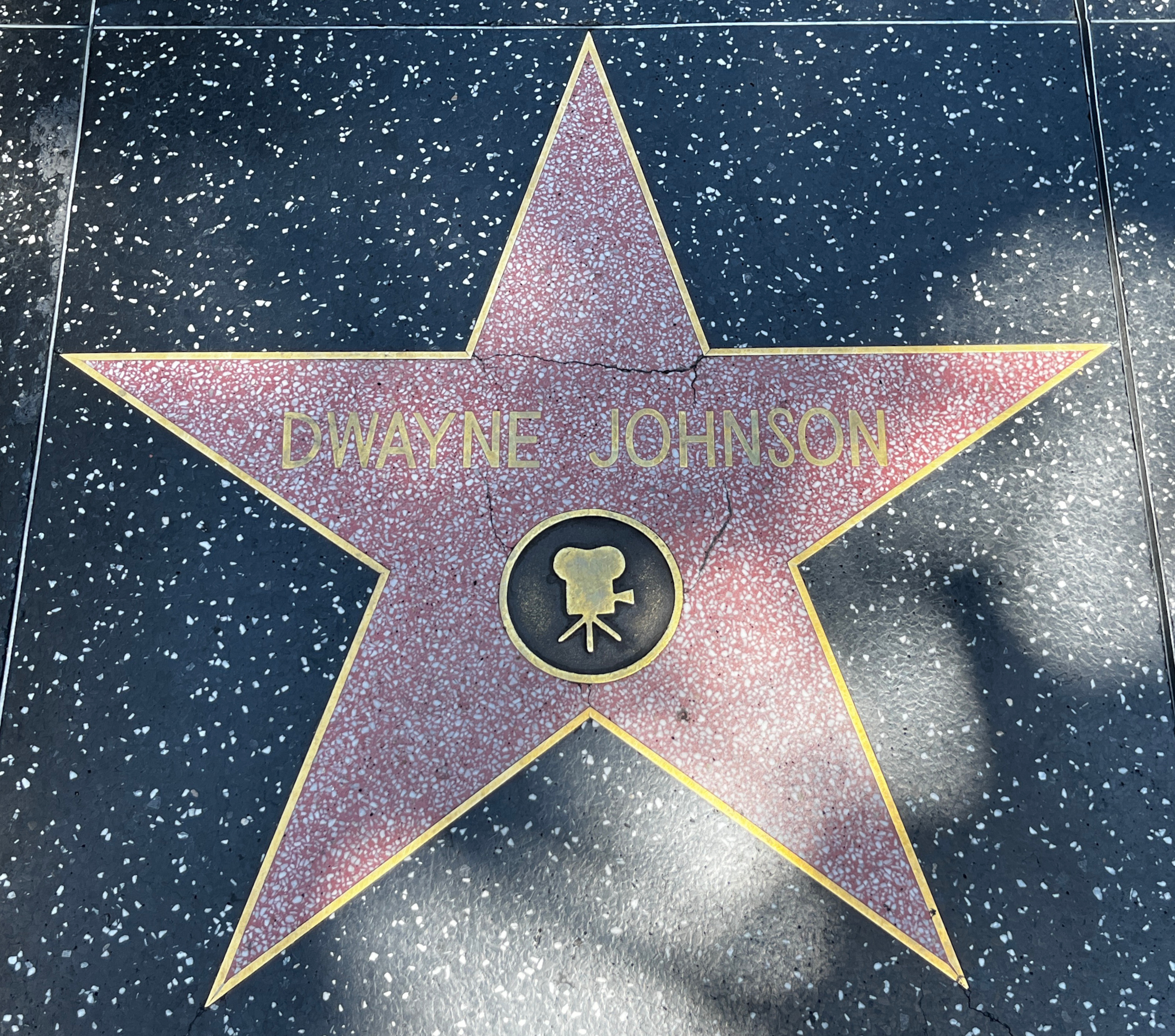
Звезда Джонсона на Голливудский аллее славы

В 2012 году фильмография актёра пополнилась документальным двухчасовым фильмом режиссёра Кевина Данна «Эпическое приключение Дуэйна Скалы Джонсона» (2012 год).
В 2014 году снялся в главной роли в приключенческом боевике Бретта Ратнера «Геракл». На берлинскую премьеру фильма актёр приехал на колеснице. Вместе с ним в фильме снимались Ирина Шейк и Ребекка Фергюсон.
В 2015 году на презентации фильма-катастрофы режиссёра Брэда Пейтона «Разлом Сан-Андреас» Джонсон, сыгравший главную роль пилота вертолёта, сделал такое количество селфи с фанатами, что снова попал в Книгу рекордов Гиннесса. На премьеру фильма, проходившую в кинотеатре TCL Chinese Theatre в Голливуде, он приехал на пожарной машине.
Весной 2015 года вышел «Форсаж 7», затем Джонсона пригласили сниматься в продолжении популярного фантастического фильма «Джуманджи».
В 2016 году на экранах появилось четыре проекта с участием актёра. Один из них — комедия «Полтора шпиона». В этом фильме история героя Джонсона, агента Боба Стоуна, напоминает историю возмужания самого рестлера. Роль его неспортивного приятеля исполняет Кевин Харт. Другой проект, мюзикл «Моана», примечателен тем, что бывший рестлер там поёт фальцетом, как это делают полинезийские мужчины.
Начиная с 2017 года, когда вышел «Форсаж 8», агент Люк Хоббс стал всё больше выходить на передний план. В августе 2019 года стартовал показ спин-оффа об этом герое «Форсаж: Хоббс и Шоу», в котором, помимо Джонсона, появился британский актёр Джейсон Стейтем.
Летом 2017 года актёр появился на экранах в главной роли киноверсии популярного американского сериала «Спасатели Малибу». Его партнёрами в фильме стали Зак Эфрон, Александра Даддарио, Приянка Чопра и Келли Рорбах.
В апреле 2018 года в прокат вышел фантастический фильм-катастрофа «Рэмпейдж» (экранизация популярной видеоигры 80-х «Неистовство») об экспериментах над животными, в котором актёр выступил в роли приматолога. В июле того же года вышел боевик «Небоскрёб».
По итогам 2018 года издание Forbes обнародовало информацию о том, что Джонсон стал самым высокооплачиваемым актёром в мире.
В 2019 году актёр снялся в образе суперзлодея комиксов издательства DC Comics Чёрного Адама и согласился на своё дальнейшее участие в съёмках франшизы.
Боевик «Форсаж 9» вышел в 2021 году. Актёрский состав франшизы пополнил Джон Сина.
В 2022 году вышел боевик «Чёрный Адам» с Джонсоном в главной роли.
В 2023 году актёр начал сотрудничество с компанией A24. Первым проектом стала биографическая картина БенниСафди о бойце Марке Керре «Крушащая машина», премьера которой намечена на октябрь 2025 года.
В июне 2025 года издание The Hollywood Reporter подтвердило участие Джонсона в новой картине компании A24 под названием Breakthrough. Актёр исполнит роль второго плана. Режиссёром ленты станет Даррен Аронофски.

## Другие проекты
В 2000 году Джонсон в соавторстве с Джо Лэйденом выпустил автобиографическую книгу «The Rock Says…». Книга заняла первое место в списке бестселлеров по версии The New York Times и оставалась на вершине списка в течение нескольких недель.
В марте 2016 года Джонсон в партнёрстве с американским производителем одежды для фитнеса Under Armour запустил бренд Project Rock. Первый предмет его партнёрства с Under Armour, спортивная сумка, был распродан за пару дней. Второй предмет, чёрная футболка с его фирменным быком Брахма, был распродан после того, как он появился в ней на WrestleMania 32. Джонсон также выпустил приложение-будильник в рамках Project Rock, которое получило более миллиона загрузок в первую неделю после выхода. С тех пор они выпустили кроссовки, наушники и другую одежду. В январе 2021 года Project Rock стал официальной обувью UFC.
В 2019 году Джонсон объявил, что вместе со своим деловым партнёром и бывшей женой Дэни Гарсией запускает собственное соревновательное шоу по бодибилдингу под названием Athleticon. Оно должно составить конкуренцию другим давно существующим шоу бодибилдинга, таким как «Арнольд Классик» и «Мистер Олимпия» Джо Вейдера. Дебют шоу должен был состояться в октябре 2020 года в Атланте, Джорджия, но планы были нарушены пандемией COVID-19.

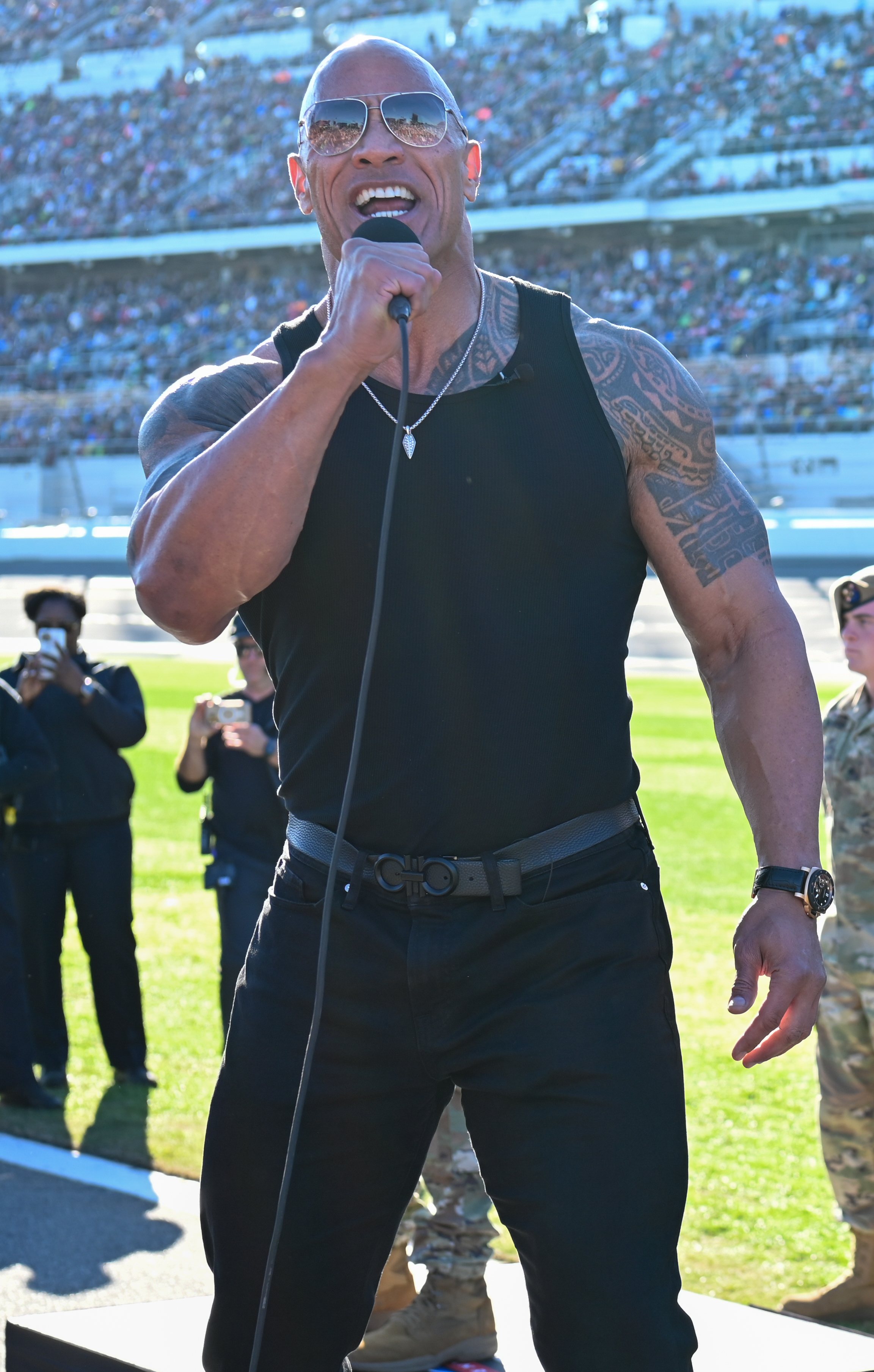
Джонсон объявляет о начале гонки Daytona 500, 19 февраля 2024 года

3 августа 2020 года Дуэйн Джонсон и Дэни Гарсия возглавили консорциум с RedBird Capital Джерри Кардинале, чтобы приобрести лигу американского футбола XFL за 15 миллионов долларов.
В марте 2021 года Джонсон запустил бренд текилы Teremana.
Дуэйн Джонсон также желал баллотироваться на пост президента США на выборах 2024 года, однако в октябре 2022 года отказался от этой идеи, заявив, что в данный момент его внимание сосредоточено на воспитании семьи. В ноябре 2023 года Джонсон сообщил, что не отказывается от президентских амбиций.
В январе 2024 года Джонсон вошёл в совет директоров TKO, материнской компании WWE и промоушена смешанных единоборств UFC, а также получил полные права на имя «Скала».

## Личная жизнь

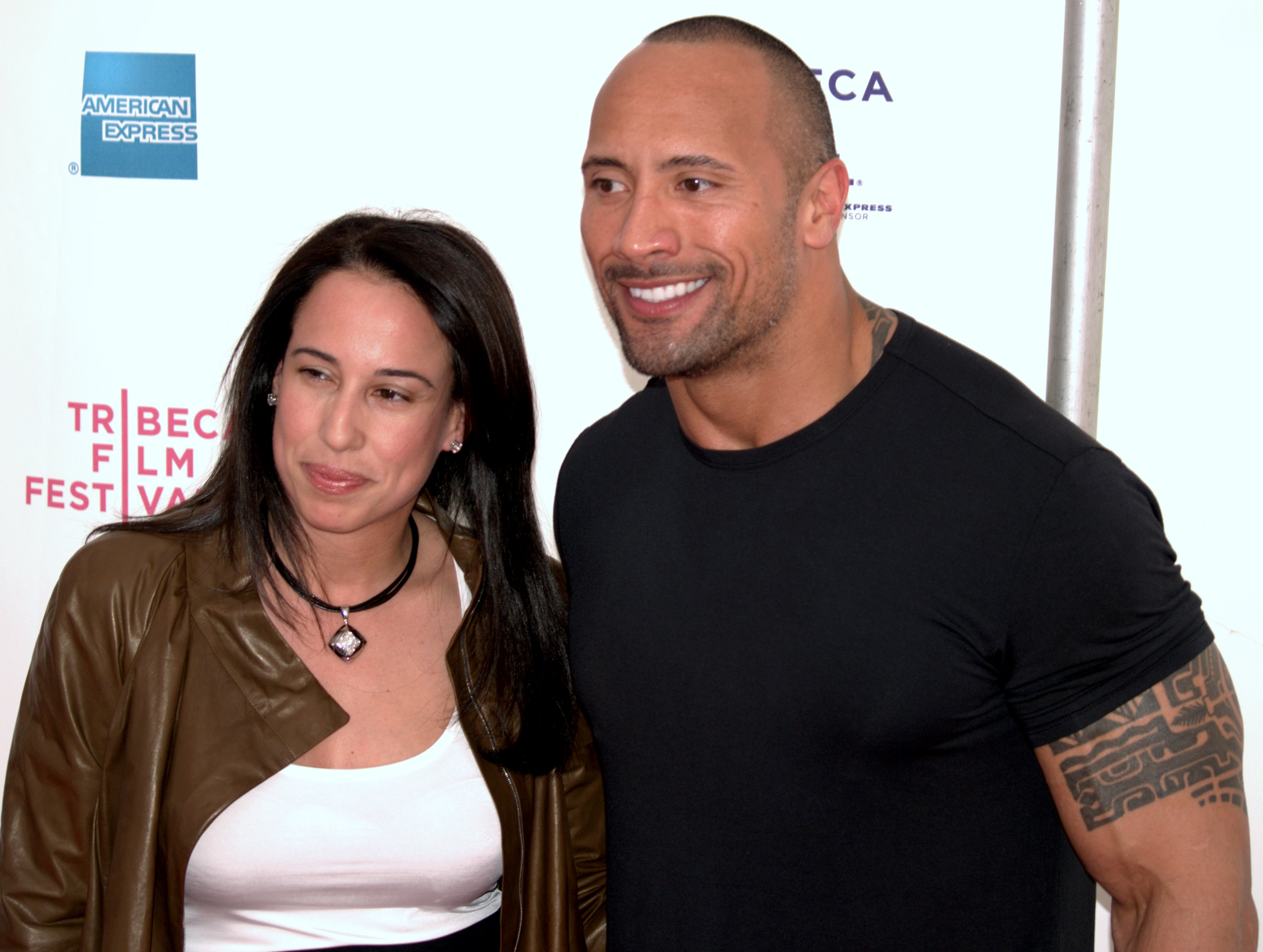
Дэни Гарсия и Джонсон в 2009 году на кинофестивале Трайбека

Джонсон женился на Дэни Гарсия 3 мая 1997 года, на следующий день после своего 25-летия. 14 августа 2001 года у них родилась дочь Симона Александра Джонсон. 1 июня 2007 года пара объявила, что они больше не будут жить вместе, но остаются хорошими друзьями.
16 декабря 2015 года у Джонсона и его девушки Лорен Хашьян родилась дочь Джасмин Лия Джонсон. 17 апреля 2018 года Дуэйн Джонсон в третий раз стал отцом — у него и Хашьян родилась вторая дочь Тиана Джия Джонсон. 18 августа 2019 года пара поженилась на Гавайях.
Фамилия Джонсона связана с боксёром Джеком Джонсоном, который был первым чернокожим чемпионом по боксу в тяжёлом весе. Отец Дуэйна Джонсона, Уэйд Боулз, в середине 1960-х выступал под псевдонимом Рокки Джонсон, который он взял в честь Рокки Марчиано и Джека Джонсона. Вскоре после дебюта Боулз юридически сменил имя и фамилию на свой псевдоним, фамилия Джонсон досталась и его сыну.
В знак признания его заслуг перед самоанским народом и потому, что он является потомком самоанских вождей, Джонсон получил дворянский титул Сейули от Малиетоа Танумафили II Сусуга во время его визита на Самоа в июле 2004 года.
В 2003 году он сделал традиционную самоанскую татуировку на левой руке. В 2017 году он изменил свою небольшую татуировку с брахманом на правой руке, покрыв её более крупной татуировкой в половину руки с изображением черепа зебу.
В 2009 году он получил канадское гражданство благодаря месту рождения и гражданству своего отца.
В феврале 2020 года WWE объявила, что дочь Джонсон Симона начала тренироваться в WWE Performance Center, став первым рестлером WWE в четвёртом поколении. 16 мая Джонсон объявила, что подписала контракт с WWE. 2 ноября 2022 года Симона Джонсон дебютировала на шоу NXT под именем Ава Рейн, она присоединилась с группировке «Раскол».
Дуэйн Джонсон является другом актёра и бывшего губернатора Калифорнии Арнольда Шварценеггера. Считается, что Джонсон узнал о гибели Усамы Бен Ладена раньше, чем большинство американцев. Его намекающее на это событие сообщение в Twitter было опубликовано задолго до официального заявления и вызвало резонанс в СМИ. 3 сентября 2020 года Дуэйн Джонсон сообщил о том, что он переболел COVID-19.

## В рестлинге

### Приёмы
- Завершающие приёмы

  - «Народный локоть» / «Корпоративный локоть» (People’s Elbow[41] / Corporate Elbow[180]), обычно следует после Spinebuster
  - «Подножье скалы» (Rock Bottom)[41]
  - Diving Crossbody — 1996—1997
  - Running shoulderbreaker[181] — 1996—1997; с 1997 года по 2003 год использовался как обычный приём
- Коронные приёмы

  - Double leg takedown spinebuster[181]
  - Float-over DDT[181]
  - Flowing snap DDT[181]
  - Running swinging neckbreaker[181]
  - Running thrust lariat[181]
  - Samoan drop[181]
  - Sharpshooter[181]

### Прозвища
- «Народный чемпион» (англ. The People’s Champion)[41][182]
- «Великий» (англ. The Great One)[182]
- «Самый зажигательный человек в спортивных развлечений» (англ. The Most Electrifying Man in Sports Entertainment)[41]
- «Брахманский бык» (англ. The Brahma Bull)[182]
- «Корпоративный чемпион» (англ. The Corporate Champion)[183]
- «Рокки» (англ. Rocky)[184]
- «Финальный босс» (англ. The Final Boss)

### Музыкальные темы
- «Destiny» от Джима Джонстона (WWF; 1996—1997; как Рокки Майвиа)
- «Nation Of Domination» от Джима Джонстона (1997—1998)
- «You Smell It» от Джима Джонстона (WWF; 1998)
- «Do You Smell It» от Джима Джонстона (WWF; 1998—1999)
- «Know Your Role» от Method Man (WWF; 2000)
- «Know Your Role» от Джима Джонстона (WWF/WWE; 1999—2001, 2004, 2007, 2008)
- «If You Smell…» от Джима Джонстона (WWF/WWE; 2001—2003)
- «It’s Conquered» от Джима Джонстона (WWE; 2003)[185]
- «Electrifying» от Джима Джонстона (2011—н.в.)[186]

## Титулы и достижения
- Pro Wrestling Illustrated

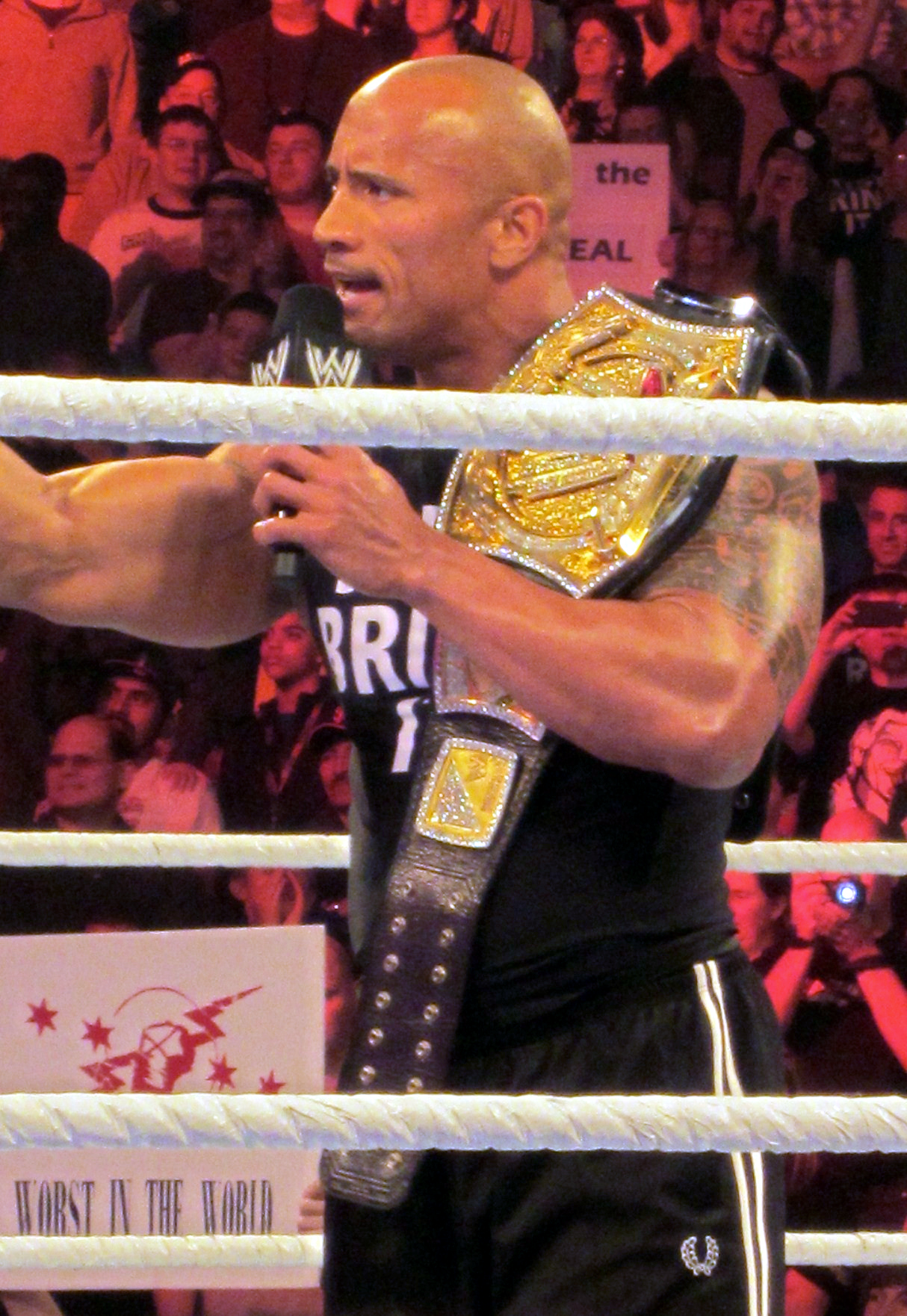
Скала как чемпион WWE в 2013 году

  - Матч года (1999) против Мэнкайнда в матче I Quit на Royal Rumble[187]
  - Матч года (2002)против Халка Хогана на WrestleMania X8[187]
  - Самый популярный рестлер года (1999, 2000)[188]
  - Рестлер года (2000)[189]
  - № 2 в списке 500 лучших рестлеров 2000 года[190]
  - № 76 в списке 500 лучших рестлеров за всю историю в 2003 году[191]
- United States Wrestling Association
  - Командный чемпион мира USWA (2 раза) — с Бартом Сойером[192]
- Wrestling Observer Newsletter
  - Самый прогрессирующий рестлер года (1998)
  - Лучшее интервью (1999)
  - Лучший образ (1999)
  - Самый харизматичный (1999—2002, 2011, 2012)[193][194]
  - Лучшие кассовые сборы (2000, 2011, 2012)[193][194]
  - Лучшее интервью (1999, 2000)
  - Зал славы WON (2007)
- WWE
  - Чемпион WWF/WWE (8 раз) — седьмое чемпионство как объединённый чемпион WWE[195]
  - Чемпион WCW (2 раза)[196]
  - Интерконтинентальный чемпион WWF (2 раза)[197]
  - Командный чемпион WWF (5 раз) — с Мэнкайндом (3 раза), Гробовщиком (1 раз) и Крисом Джерико (1 раз)[198]
  - Победитель «Королевской битвы» (2000)[41]
  - Шестой Чемпион Тройной короны
  - Награды Слэмми (9 раз)
    - Новая сенсация (1997)[199]
    - Возвращение года (2011)
    - Геймчейнджер года (2011)за бой против Джона Сины на WrestleMania XXVIII
    - LOL-момент года (2012, 2013)за видеообращение перед WrestleMania, посвящённое Джону Сине; за концерт во время 24-й годовщины Raw
    - Матч года (2013)за бой против Джона Сины за титул чемпиона WWE на WrestleMania 29
    - Лучший актёр (2014)
    - Оскорбление года (2014)за оскорбление Русева и Ланы
    - Момент года (2015)с Рондой Раузи

  - WWE ставит его под № 5 в списке 50 лучших рестлеров за всю историю[200]
  - WWE ставит его под № 8 в списке 50 лучших фейсов за всю историю[201]

## Дискография

### Синглы

#### Как ведущий исполнитель
| Название         | Год  | Высшие позиции в чарте | Высшие позиции в чарте | Сертификации                            | Альбом                                    |
| Название         | Год  | США                    | Канада                 | Сертификации                            | Альбом                                    |
| ---------------- | ---- | ---------------------- | ---------------------- | --------------------------------------- | ----------------------------------------- |
| «You’re Welcome» | 2016 | 83                     | 85                     | - RIAA: 4× платиновый - BPI: платиновый | Moana: Original Motion Picture Soundtrack |

#### Как приглашённый исполнитель
| Название                                                                     | Год  | Высшие позиции в чарте | Высшие позиции в чарте | Высшие позиции в чарте | Альбом                          |
| Название                                                                     | Год  | США                    | США R&B /HH            | Канада                 | Альбом                          |
| ---------------------------------------------------------------------------- | ---- | ---------------------- | ---------------------- | ---------------------- | ------------------------------- |
| «It Doesn’t Matter» (Вайклеф Жан при участии Дуэйна Джонсона и Мелки Седека) | 2000 | —                      | 80                     | —                      | The Ecleftic: 2 Sides II a Book |
| «Face Off» (Tech N9ne при участии Joey Cool, King Iso и Дуэйна Джонсона)     | 2021 | —                      | 45                     | 77                     | Asin9ne                         |

Комментарии
1. ↑  Песня «It Doesn’t Matter» не попала в Canadian Hot 100, но попала на восьмую строчку в чарте Hot Canadian Digital Singles[209].
2. ↑  Песня «Face Off» не попала в Billboard Hot 100, но попала на четвёртую строчку чарта Bubbling Under Hot 100 Singles[211].

## Фильмография
За свою карьеру Джонсон снялся в более чем 40 фильмах и 11 сериалах. Его дебют на телевидении состоялся в 1999 году, когда он сыграл роль Рокки Джонсон в сериале «Шоу 70-х», а первым его появлением на большом экране стала роль Метаяса в фильме 2001 года «Мумия возвращается».